# لی چانگ-دونگ
لی چانگ-دونگ (انگلیسی: Lee Chang-dong; کره‌ای: 이창동؛ زادهٔ ۴ ژوئیهٔ ۱۹۵۴) کارگردان فیلم، فیلم‌نامه‌نویس، نویسنده و رمان‌نویس اهل کره جنوبی است.
وی همچنین برندهٔ جوایزی همچون لژیون دونور شده‌است و در سال ۲۰۱۰ جایزه بهترین فیلمنامه جشنواره کن را به خاطر فیلم شاعری دریافت کرده‌است.

## گزیدهٔ فیلم‌شناسی
- ماهی سبز (۱۹۹۷)
- آب‌نبات نعنایی (۱۹۹۹)
- واحه (۲۰۰۲)
- آفتاب پنهان (۲۰۰۷)
- یک زندگی جدید (۲۰۰۹)
- شاعری (فیلم) (۲۰۱۰)
- دختری در درب خانه‌ام (۲۰۱۴)
- سوزاندن (۲۰۱۸)

## حضور در جوایز اسکار
| سال  | دوره                            | بخش                                     | فیلم        | نتیجه       | منبع |
| ---- | ------------------------------- | --------------------------------------- | ----------- | ----------- | ---- |
| ۲۰۰۳ | هفتاد و پنجمین دوره جوایز اسکار | نماینده کره جنوبی در بخش فیلم بین‌المللی | واحه        | پذیرفته نشد |      |
| ۲۰۰۸ | هشتادمین دوره جوایز اسکار       | نماینده کره جنوبی در بخش فیلم بین‌المللی | آفتاب پنهان | پذیرفته نشد |      |
| ۲۰۱۸ | نود و یکمین دوره جوایز اسکار    | نماینده کره جنوبی در بخش فیلم بین‌المللی | سوزاندن     | پذیرفته نشد |      |